# Kiarajangkung (Cibitung)
Kiarajangkung is een bestuurslaag in het regentschap Pandeglang van de provincie Banten, Indonesië. Kiarajangkung telt 1484 inwoners (volkstelling 2010).